# Cédric Dumont
Charles Frédéric Cédric Dumont-dit-Voitel (* 24. Juli 1916 in Hamburg; † 24. Mai 2007 in Küsnacht) war ein Schweizer Komponist, Dirigent und Autor.

## Leben und Wirken
Dumont schrieb erste eigene Kompositionen und Arrangements bereits während seiner Zeit im Gymnasium, so zum Beispiel für Teddy Stauffer. Als Sechzehnjähriger gewann er in den 1930ern ein internationales Preisausschreiben für Arrangement und kam dadurch in Kontakt mit Musikern internationalen Ranges.
Obwohl Dumont ursprünglich Chirurg werden wollte, schlug er nach der Matura auf Drängen seines Vaters die Musikerlaufbahn ein. Am Konservatorium Zürich (Zürcher Hochschule der Künste) lernte er dirigieren und komponieren sowie Klavier und Cello spielen. Von 1942 bis 1946 spielte er Klavier im Cabaret Cornichon. Nach dem Studium arbeitete er u. a. in Hollywood als Arrangeur für Filmmusik und in Zürich als Schallplattenproduzent für die Firma Jecklin. Während seines Militärdiensts im Zweiten Weltkrieg leitete er den musikalischen Bereich des Soldatencabarets Zeigerkelle.
1946 gründete und leitete Dumont das Unterhaltungsorchester von Radio Beromünster (ursprünglich Unterhaltungsorchester Cedric Dumont). Das Orchester bestand aus zwölf Musikern, die alle mehrere Instrumente spielten, und produzierte Unterhaltungsmusik in allen Variationen: Klassik, Ländler, Jazz und anderes. Durch diese Tätigkeit wurde er in der Öffentlichkeit bekannt und prägend für die zeitgenössische Schweizer Musik; ausserdem trug er viel zur Bekanntheit von Radio Beromünster bei. Er arbeitete mit Carl de Groof als Arrangeur und Komponist zusammen. Bei seinen Eigenkompositionen verwendete Dumont bei jedem Musikstil ein anderes Pseudonym.
Ab 1966 arbeitete er beim Schweizer Radio DRS, welches aus dem Radio Beromünster entstanden war, als Leiter der Abteilung Unterhaltung mit Sitz im Radiostudio Zürich. 1973 wurde er Direktor des Radiostudios.
Nach seiner Pensionierung war er unter anderem als Jury-Mitglied des Jazzfestivals Zürich und an der Universität Zürich als Lehrbeauftragter für Medienkunde tätig. Weiter schrieb er Bücher zur Kochkunst – darunter Sprachführer für Gourmets – und Weinführer.

## Bibliografie
Musik
- Cedric Dumont, Ludwig van Beethoven. Die Geschichte eines unglücklich glücklichen Lebens, Westermann Schulbuch 1990, ISBN 3-14-509085-2.
- Cedric Dumont, Franz Schubert. Wandern zwischen den Zeiten, Westermann Schulbuch 1990, ISBN 3-14-509086-0.

Kochkunst
- Cedric Dumont, Allegro con gusto. Rezepte und Geschichten aus Musikerküchen, Hallwag/Ostfildern, 2. Auflage 1997, ISBN 3-444-10465-0.
- Cedric Dumont, Französisch für Gourmets. Küche – Keller – Menüs – Märkte. Französisch-Deutsch, Hallwag Verlag 2002, ISBN 3-7742-5134-7.
- Cedric Dumont, Italienisch für Gourmets Italienisch / Deutsch. Küche. Keller. Menüs. Märkte, Hallwag Verlag 2002, ISBN 3-7742-5305-6.
- Cedric Dumont, Kulinarisches Lexikon. Kochkunst, Lebensmittel, Länderküche, Nährwerte, Hallwag/Ostfildern 1997, ISBN 3-444-10499-5.

Wein
- Roger Voss/Cedric Dumont, Frankreichs Weine, Hallwag/Ostfildern 1988, ISBN 3-444-70146-2.
- Roger Voss/Cedric Dumont, Frankreichs Regionalweine 1995/96, Hallwag/Ostfildern, 4. Auflage 1995, ISBN 3-444-70177-2.
- Serena Sutcliffe/Cedric Dumont, Burgund 1995/96. Produzenten, Lagen, Jahrgänge, Hallwag/Ostfildern, 4. Auflage 1995, ISBN 3-444-70174-8.